# Abuko

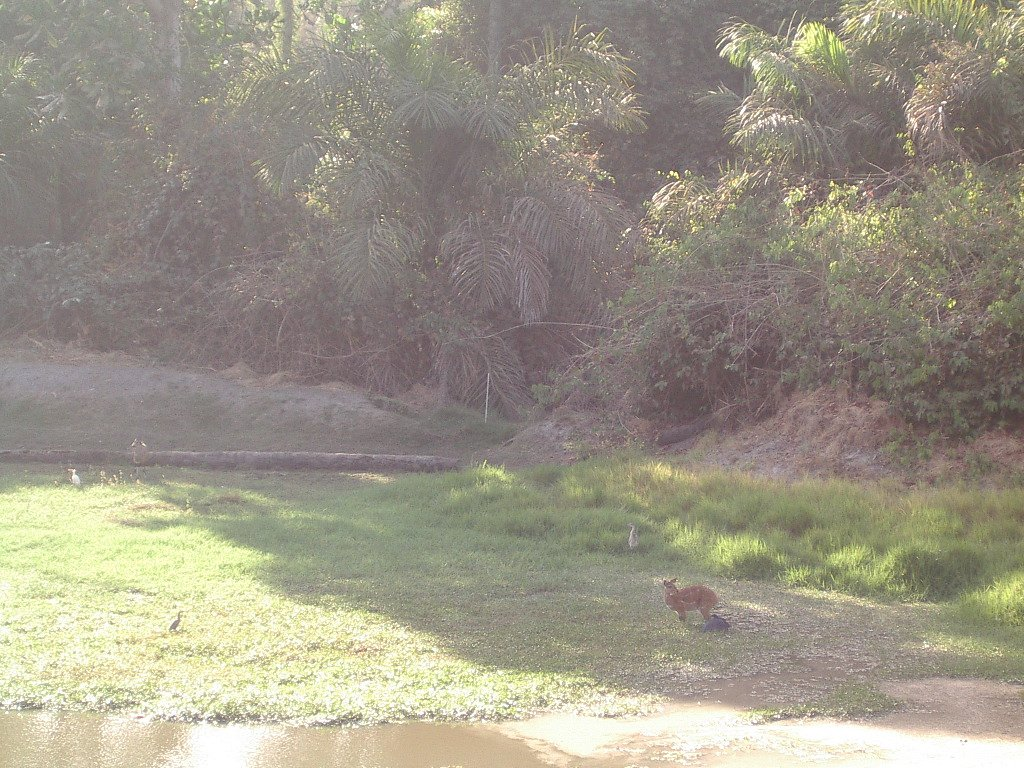
Animals en un petit estany dins el parc d'Abuko

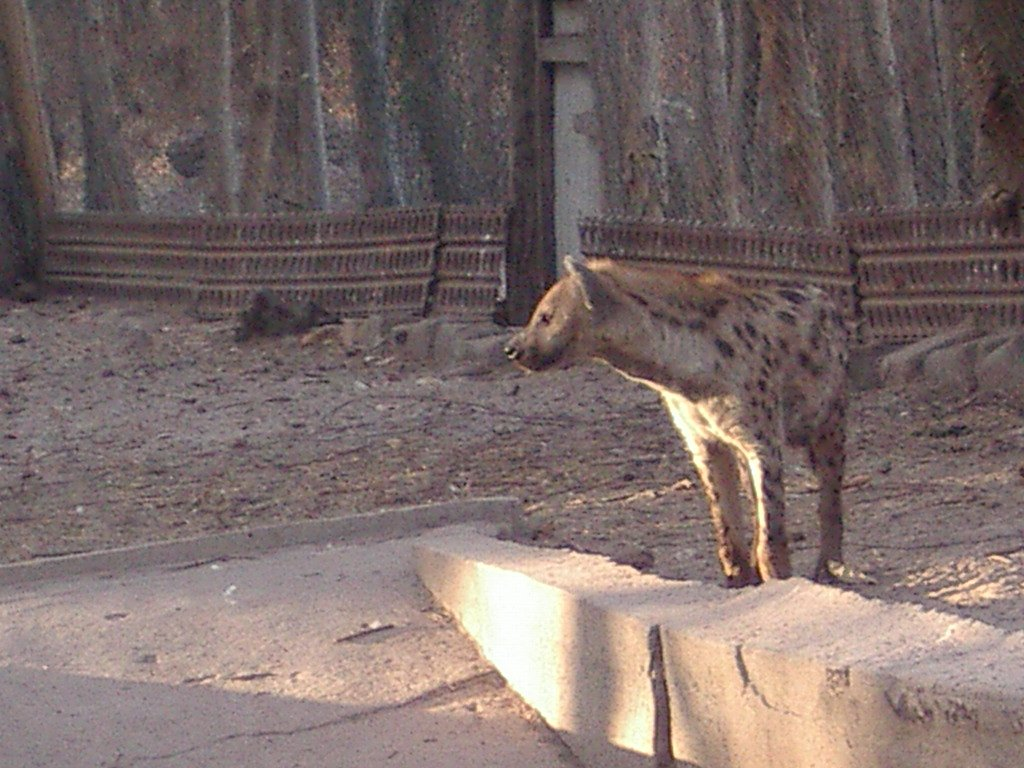
Hiena tacada (Crocuta crocuta) a Abuko

La Reserva de la Natura d'Abuko (en anglès Abuko Nature Reserve) és un parc nacional de Gàmbia, al sud de Serekunda, es va establir el 1968 com a reserva natural amb una extensió 134 km² (105 ha).
Té un accés difícil, ja que la carretera s'acaba uns 10 quilòmetres abans d'arribar al parc, el qual es pot visitar en unes tres hores. Té abundant vegetació autòctona (especialment de baobabs), però els animals no hi són abundosos, excepte els primats. S'hi poden veure també alguns grans termiters.
En un petit estany al mig del parc s'hi poden veure, a la matinada o a la tarda, alguns animals, com ocells, antílops i cocodrils. En un altre lloc s'hi poden veure antílops, voltors, micos negres, una gran tortuga i algunes guineus en captivitat. El lleó del parc es va escapar de l'àrea assignada i va ser mort a trets per l'exèrcit nacional.